# Îlot de pathogénicité
Un îlot de pathogénicité est un segment d’ADN de taille variable comprenant un ou plusieurs gènes de virulence.

## Caractéristiques
Les îlots de pathogénicité sont présents uniquement dans le génome des souches pathogènes et ont souvent un pourcentage de GC différent du reste du génome. Ces îlots sont souvent flanqués de petites séquences directes répétées (séquences d’insertion) ce qui les rapproche des éléments génétiques mobiles. Ces îlots souvent instables incluent des gènes de mobilité fonctionnels ou cryptiques.
Les îlots de pathogénicité ont été décrits pour la première fois chez Escherichia coli. Mais ils ont depuis été mise en évidence dans le génome de nombreux pathogènes pour l'être humain, les animaux et les plantes. Ils sont décrits dans de nombreuses espèces bactériennes Gram négatives, mais aussi dans certaines espèces bactériennes Gram positives.
Ces îlots sont transmis par un transfert horizontal de gènes par le biais d'un plasmide, d'un bactériophage ou d'un transposon. Ainsi, les îlots de pathogénicité jouent un rôle dans l'évolution des micro-organismes.